# Ethylene-Pipeline ARG
Die ARGmbH & Co. KG mit Sitz in Oberhausen – vormals Aethylen-Rohrleitungsgesellschaft – betreibt eine Ethylen-Pipeline in Deutschland, Belgien und den Niederlanden. Sie verbindet die in Rotterdam und Antwerpen ansässige Petrochemie mit der Petrochemie in Zentral-Belgien, im Süden der Niederlande (Chemelot) sowie dem Kölner Raum und dem Ruhrgebiet. Von Köln aus ist auch die Petrochemie im Südwesten Deutschlands (Frankfurt / Ludwigshafen) und in Bayern (Ingolstadt / Burghausen) über die Ethylen-Pipeline Süd eingebunden. Die ARG-Leitung hat eine Länge von knapp 500 km und transportiert jährlich ca. 1,7 bis 2,0 Mio. t Ethylen zwischen Ethylenproduzenten und Ethylenverbrauchern. Nach Gründung der Gesellschaft am 14. November 1968 und Fertigstellung in 1974 wird die Pipeline bei einem Umsatz von etwa 35 Mio. Euro von ca. 20 direkt angeschlossenen Petrochemie-Standorten genutzt.

## Produktinformation
Ethylen (C2H4) ist ein farbloses, schwach süßliches Gas, das nicht toxisch und nicht wassergefährdend ist. Ethylen wird in Raffinerien durch thermisches Cracken insbesondere des Erdölproduktes Rohbenzin (Naphtha) hergestellt. Es ist die Grundlage zur Herstellung einer Vielzahl von Kunststoffen wie z. B. Polyethylen (PE), Polystyrol (PS) und Polyvinylchlorid (PVC). Aus Ethylen werden – über die Verarbeitung zu Polymeren – u. a. Plastiktüten, Getränkeflaschen, Verpackungsmaterial, Folien, Kfz-Teile, Bodenbeläge, Dämmstoffe, Wasch- und Reinigungsmittel hergestellt. 

## Infrastruktur

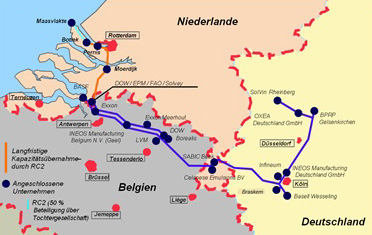
Streckenverlauf der ARG-Pipeline

Die Pipeline transportiert Ethylen für ca. 20 angeschlossene Chemiestandorte nach dem „Open Access“ (offener Zugang) und Common-Carrier-Prinzip (allg. Verkehrsträger). Damit ist die ARG-Pipeline für alle Ethylen-Produzenten und -Konsumenten zu gleichen Transportkonditionen zugänglich. Bei den Angeschlossenen handelt es sich um Einspeiser und Abnehmer. Mit den Petrochemieanlagen der BASF, Dow Chemical, ExxonMobil, LyondellBasell, SABIC, Shell und INEOS sind sieben der zehn weltweit größten Chemie-Unternehmen mit einer Produktions-(Cracker-)Kapazität von ca. 10 Mio. t direkt an die ARG Rohrfernleitungsanlage angeschlossen. Aufgrund des Baus einer Beteiligungs-Rohrfernleitungsanlage und der Kapazitätsübernahme einer Dritt-Rohrfernleitung ist auch der Rotterdamer Markt direkt an das ARG-System angeschlossen.

## Gesellschafter
- 25 % BASF SE
- 25 % INEOS Manufacturing Deutschland GmbH
- 25 % SABIC Petrochemicals B. V.
- 25 % Westgas GmbH[1]

## Ethylen-Pipeline ARG

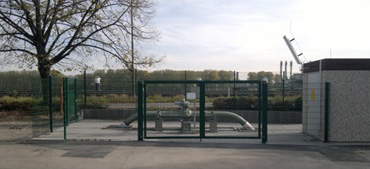
Armaturenstation

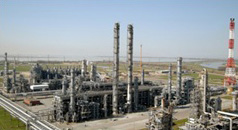
Raffinerie

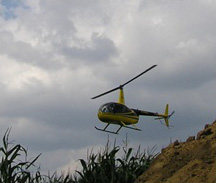
Befliegung der Trasse mit einem Hubschrauber

### Technische Daten
- Pipelinelänge: 496 km
- Durchmesser: 10 Zoll (DN 250)
- Isolierung: Bitumen/Polyethylen
- Betriebstemperatur: 5 °C bis 40 °C
- Maximaler Betriebsdruck: 100 bar
- Transportkapazität: ca. 2,5 Mio. t/a
- Armaturenstationen: ca. 85

### Technik
Die Pipeline, mit einem 80 km langen doppelt-verlegten Teilstück in Belgien, hat einen Durchmesser von 25 cm (in Belgien teilweise 30 cm). Zur Sicherung besitzt die Rohrleitung ca. 85 elektronisch absperrbare Schieber. Die Wandstärke beträgt mindestens 8,8 mm mit einem über dem Standard liegenden Sicherheitsbeiwert. Die Leitung weist in der Regel eine Überdeckung von 1 m auf. Die Übertragung der sicherheitstechnischen und betrieblichen Daten erfolgt über zwei redundante „Kommunikationswege“. Ein mit mindestens zwei Spezialisten besetzter, 24 Stunden präsenter Kontrollraum (Betriebszentrale) überwacht das gesamte Leitungssystem. Die Trasse wird in wiederkehrenden Abständen begangen und mindestens alle 14 Tage mit Hubschraubern beflogen.

### Sicherheit
Die Sicherung des Systems bei dem Betrieb der Rohrfernleitungsanlage der ARG wird durch eine Vielzahl von Maßnahmen gewährleistet, die mindestens den Anforderungen der jeweiligen nationalen Regelwerke entsprechen. In vielen Bereichen, wie z. B. bei der Trassenkontrolle überwacht die ARG das Rohrleitungssystem in kürzeren Intervallen als von den Verordnungen vorgegeben. Sämtliche Überwachungs- und Prüfungstätigkeiten werden in regelmäßigen Abständen von Sachverständigen der TÜV-Organisationen geprüft. Die technische Betreuung erfolgt durch die Evonik Operations GmbH in Deutschland und durch Petrochemical Pipeline Services B. V. in den Niederlanden und Belgien.

## Verordnungen, Technische Regeln, Eigenverpflichtungen
In Deutschland unterliegt die Rohrfernleitungsanlage der Verordnung über Rohrfernleitungsanlagen (RohrFltgV) und den Technischen Regeln für Rohrfernleitungsanlagen (TRFL). In den Niederlanden finden die Regeln des BEVB Beschlusses (Besluit externe veiligheid Buisleidingen) und der NEN 3650 ihre Anwendung und in Belgien das „Basisgesetz“ (Basiswet 12. April 1965) und der königliche Erlass für Rohrleitungen.
In den Niederlanden und Belgien betreibt ARG Anlagen gemäß den gesetzlichen Vorgaben. Dazu gehören in den Niederlanden das Besluit activiteiten leefomgeving (Artikel 4.1111 zum Sicherheitsmanagementsystem) und die Norm NEN 3655:2020. In Belgien richtet sich ARG nach dem Königlichen Dekret vom 19. März 2017 sowie dem dazugehörigen Technischen Code für das Sicherheitsmanagementsystem.
Unter Berücksichtigung dieser Verordnungen und den Technischen Regeln hat die ARG für alle Nutzer der Fernleitungsanlage ein Regelwerk formuliert – die Allgemeinen Durchleitungsbedingungen (ADB). Sie geben einen einheitlichen Standard hinsichtlich Produktqualität, Messsysteme, Sicherheitstechnische Anbindung etc. vor. Jeder Angeschlossene und Nutzer des Systems verpflichtet sich zur Einhaltung der ADB. Neben den technischen Vorgaben werden die Eckpunkte des Transportvertrags in den ADB geregelt. Diese Eckpunkte umfassen die Einspeisungsqualität, Druck- und Temperaturhandhabungen, Transportdurchführung und -abrechnung sowie Haftungsfragen.

## Geschichte
Die Aethylen-Rohrleitungs-Gesellschaft mbH & Co. KG wurde am 14. November 1968 gegründet. Zwei Jahre später, 1970, wurde das erste Teilstück der Pipeline zwischen Gelsenkirchen und Dormagen in Betrieb genommen. 1978 folgte die Inbetriebnahme des letzten Teilstücks der Leitung. 1985 überschritt die durchgeleitete Menge erstmals die Marke von 1.000.000 Tonnen pro Jahr. 1991 nahm die Gesellschaft die sogenannte „2nd line“ in Belgien in Betrieb, welche eine ca. 80 km lange Strecke von Antwerpen bis Kempen umfasst.
Im Jahr 2002 erfolgte die Gründung von ARG NL, einer Tochtergesellschaft. 2003 wurde die 50/50 Pipelinegesellschaft RC2 zwischen ARG NL und dem Port of Rotterdam gegründet, die den Transport von Antwerpen nach Rotterdam aufnahm. 2007 erreichte die durchgeleitete Menge erstmals mehr als 2.000.000 Tonnen pro Jahr. 2009 nahm die PRG Propylenpipeline Ruhr GmbH & Co. KG ihre Tätigkeit auf, eine Petrochemie-Pipeline, die von ARG ergänzt und gemanagt wird.